# Battleground: Fact and Fantasy in Palestine
Battleground: Fact and Fantasy in Palestine è un saggio storico sulla genesi del conflitto Arabo-Israeliano, scritto da Shmuel Katz. Il libro analizza i motivi più profondi del conflitto e la connessione inseparabile tra l’Israele Biblica e la Moderna Israele.

## Panoramica
Nel libro, Katz tratta le politiche Inglesi durante il 1948, la presenza ebraica in Palestina nel corso dei secoli, il legame del popolo ebraico con la religione, la storia religiosa di Gerusalemme, la pretesa degli Arabi nei confronti della regione, il ‘’mito’’ del problema dei rifugiati Arabi, la propaganda araba, il fanatismo musulmano e il terrorismo. 
La conclusione principale che si evince dal testo è che non è mai esistita una ‘’Palestina Araba’’, e per il popolo arabo nella sua totalità, nessuna entità come la Palestina è mai esistita. Questo fatto è in forte contrapposizione con il forte legame che da sempre unisce gli Ebrei alla loro terra. Il vero intento della rivendicazione degli Arabi era, secondo Katz, la distruzione di Israele come simbolo del popolo ebraico e non una risposta alla violazione di Israele per qualsiasi diritto politico di un altro popolo. 
Katz ricorda che furono proprio gli Arabi a dichiarare e scatenare la guerra contro lo stato embrionale di Israele prima della Guerra del 1948. L’area assegnata allo Stato Ebraico dal piano di ripartizione delle Nazioni Unite, pari a poco più della metà della Palestina Occidentale, era di circa 15.000 km2 (circa 6.000 miglia quadrate), comprendendo anche la regione semi-arida del Deserto del Negev. Agli Arabi, furono così assicurati sette ottavi della totalità della Palestina (Eretz Israel). 
I sette stati Arabi indipendenti nel 1947 – Egitto, Iraq, Siria, Libano, Arabia Saudita, Yemen e Transgiordania – i cui leader decisero di prevenire la fondazione di Israele – controllavano un’area 230 volte più grande rispetto al progetto dello stato Ebraico, con una popolazione 60 volte maggiore rispetto a quella del popolo ebraico, che corrispondeva a solo 650.000 persone. Katz afferma che era questo l’atteggiamento degli Arabi nel 1947 quando tenevano tutto sotto il loro comando, e più di ogni altra cosa, l’intera area che ora reclamano ad Israele. Allora rifiutarono violentemente di condividere la Palestina con gli ebrei, in un rapporto territoriale di sette a uno. Non riconobbero la pretesa del popolo ebraico sull'intero territorio, anche nella sua parte più piccola; non acconsentirono il riconoscimento internazionale di tale richiesta; non ridussero il loro progetto su quest’area che un tempo era stato l’Impero Arabo.
Meno di trenta anni prima, secondo l'opinione di Katz, i "diritti storici" degli Arabi sulla Palestina, presumibilmente esistenti da mille anni, non erano ancora stati scoperti. Nel febbraio del 1919, l'emiro Faysal - il solo leader Arabo riconosciuto del tempo, all'epoca continuava a lottare per l'indipendenza politica araba in Siria (di cui fu brevemente re) e in Iraq (su cui lui e la sua casata in seguito governarono per quaranta anni) - firmò un accordo formale con il Dr. Chaim Weizmann, in rappresentanza dell'Organizzazione Sionista Mondiale . Ciò prevedeva la cooperazione tra lo stato Arabo progettato e il previsto stato Ebraico della Palestina ricostituito. I confini dovevano ancora essere negoziati, quando Faysal aveva già considerato le proposte Sioniste come "moderate e appropriate". I confini proposti dai Sionisti includevano, quella che in seguito divenne Mandato britannico della Palestina - su entrambe le rive del fiume Giordano, la Galilea nord-occidentale fino al fiume Leonte - successivamente incluso nel Libano meridionale, parte delle alture del Golan - in seguito incluse in Siria - e parte della penisola del Sinai - lasciata sotto l'amministrazione britannica in Egitto.

## Capitoli Chiave
- In uno dei suoi capitoli, Katz si sofferma sulla presenza degli ebrei nella Terra di Israele ("Palestina"), spiegando che ciò risale sin dal 1700 a.C., compreso il periodo tra la distruzione del Secondo Tempio di Gerusalemme da parte dei Romani nel 70 d.C. e la rinascita dello stato Ebraico nel 20º secolo. Egli chiarisce che le comunità ebraiche di Hebron sono radicate dal 1500 fino ai massacri degli ebrei da parte degli Arabi del 1929, così come le comunità ebraiche di Safed, Tiberiade e altrove.
- Un'altra questione centrale è la discussione di Katz contro il concetto di "rifugiati palestinesi". Katz afferma che i rifugiati arabi non sono stati cacciati dalla Palestina da nessuno - la stragrande maggioranza se ne è andata, di loro spontanea volontà o per ordine o esortazione dei loro leader, con la rassicurazione che la loro partenza avrebbe aiutato nella guerra contro Israele. Gli arabi sono presumibilmente gli unici rifugiati dichiarati che sono diventati rifugiati, non per azione dei loro nemici o per la paura ben radicata dei loro nemici, ma per iniziativa dei loro stessi leader. Per quasi una generazione, quei leader hanno volontariamente tenuto quante più persone possibili in uno stato di miseria degenerante, impedendo il loro reinserimento, e offrendo a tutti loro la speranza del ritorno e della "vendetta" sugli ebrei di Israele, sui quali hanno scaricato la colpa per la loro condizione.

## Approvazione
Il deputato Jack Kemp: ‘’Battleground è uno dei libri più informativi e meglio scritti sul conflitto Arabo-israeliano.. Consiglio a tutti di leggerlo’’. 
Lo scrittore Moshe Shamir : "Arriva alle fondamenta del problema, il lungo ricordo del passato e la lunga visione del futuro distruggono brillantemente una dopo l'altra le menzogne della propaganda araba. I capitoli sono ricchi di ispirazione per la connessione tra il Popolo di Israele e la Terra di Israele ". 
L’ex primo ministro Menachem Begin dice: ‘’Per la maggior parte delle persone – Battleground – porta sicuramente ad aprire gli occhi. So anche che le persone più informate hanno provato nuove sensazioni da questo libro, per non parlare della conoscenza, della storia ebraica, della storia della Palestina e degli Arabi''. 
L’ex ambasciatrice degli Stati Uniti presso le Nazioni Unite Jeane J. Kirkpatrick, dice: ‘’ Leggere Battleground è stata una rivelazione. È ben scritto, è informativo, convulso e smentisce alcuni miti attentamente coltivati riguardanti Israele e il Medio Oriente’’. 

## Critica
In una recensione del New York Times, Nadav Safran scrisse che ‘’ Katz dedica un intero capitolo a documentare l’esistenza di tutti i villaggi ebraici presenti in Palestina e l’immigrazione verso questi nel corso dei secoli, dalla distruzione del Secondo Tempio, in modo da enfatizzare la pretesa ebraica sul paese. Tuttavia, il domino arabo e musulmano li per quasi 1.200 anni non è da lui considerata una base sufficiente per imporre tale pretesa nei confronti di una patria. Più volte afferma che il fatto che non è mai esistita una Palestina Araba, come se i tre quarti degli attuali membri delle Nazioni Unite non mancassero le credenziali richieste ai Palestinesi..’’.

## Uso
È stato tradotto in molte lingue. Un esempio della sua popolarità è quello di effettuare il suo primo ordine come tascabili presso la Bantam Books, una società di importazione nella Repubblica popolare di Cina che selezionato questo libro insieme ad altri due.
Nel suo lavoro Divided We Stand: Ebrei Americani, Israele e il processo di pace Ofira Seliktar scrisse che la Lega di Difesa Ebraica distribuiva il libro di Katz per rafforzare il sostegno alla Grande Terra di Israele, " una politica che, a suo avviso, imponeva l'espulsione dei palestinesi dai territori ". Opuscoli di Americans for a Safe Israel, co-fondato da Katz nel 1971, furono successivamente distribuiti insieme alle copie di Battleground dal Comitato per gli affari pubblici dell'Israele americano e dal Consiglio Consultivo per le Relazioni della Comunità Ebraica Nazionale.

## Edizioni
- (EN) Shmuel Katz, Battleground: Fact and Fantasy in Palestine, New York, Taylor Productions, 2002, ISBN 978-0929093130.